# Katastrofa kolejowa we Vranovicach
Katastrofa kolejowa we Vranovicach – pierwsza w historii Czech katastrofa kolejowa.

## Historia
Do zdarzenia doszło 7 lipca 1839 na stacji we Vranovicach, podczas uroczystej inauguracji przewozów na linii Wiedeń – Břeclav – Brno. Na szlak wyprawiono trzy składy, z których pierwszy przybył do Vranovic z opóźnieniem, drugi zatrzymał się przed wjazdem na stację, a trzeci (prowadzony przez angielskiego maszynistę, Williama Whaleya) uderzył w ostatni wagon drugiego. Podczas katastrofy nikt nie zginął, ale było kilkoro ciężko rannych i kilkadziesiąt lżej. Whaley był po zdarzeniu pierwszym sądzonym i skazanym pracownikiem kolejowym w Europie.